# Kal pri Dolah
Kal pri Dolah este o localitate din comuna Litija, Slovenia, cu o populație de 48 de locuitori.